# أشتون نورث إيند
أشتون نورث إيند هو نادي كرة قدم في إنجلترا تأسس في 1890.

## اللاعبون
ملاحظة: تشير الأعلام إلى المنتخب الوطني على النحو المحدد في قواعد الأهلية للفيفا. قد يحمل اللاعبون أكثر من جنسية واحدة غير تابعة للفيفا.
| الرقم | البلد | المركز | اللاعب |
| ----- | ----- | ------ | ------ |